# B.G.
B.G. (Baby Gangsta o B. Gizzle, nacido como Christopher Dorsey el 3 de septiembre de 1980 en New Orleans, Luisiana) es un rapero estadounidense comúnmente conocido como por formar parte de los Hot Boys.
B.G. tuvo una infancia difícil, vendiendo marihuana y heroína, además de ser adicto a ésta. Durante este tiempo, la discográfica Cash Money Records andaba buscando nuevos talento y el peluquero de Dorsey lo recomendó a la discográfica. Curiosamente, también barbero del jefe ejecutivo (CEO) de la discográfica, Brian "Baby" Williams, y de Ronald "Slim". Después de una actuación improvisada, Dorsey fichó por la compañía.

## Carrera musical
Tras firmar por Cash Money Records, Dorsey, adquirió el apodo de "B.G." ("Baby Gangsta"), haciendo su debut con el LP, TRU Story, en 1992. 
Su Chopper City de 1996 está considerado como uno de los clásicos del southern rap. Al año siguiente, publicó It's All on You, Vol. 1 e It's All on You, Vol. 2. cuando Cash Money firmó un acuerdo de 30 millones de dólares con Universal Records en 1997, B.G. fue a trabajar en Chopper City in the Ghetto LP. El álbum trajo consigo el hit "Bling Bling" es una de las muchas jergas que existen en el género, que se utiliza para referirse a todo tipo de material lujoso, joyas, coches, etc. siguiendo la tónica de la compañía y de la propia vida de B.G.
B.G. permaneció con Cash Money el resto de la década de 1990, y fue miembro de los Hot Boys con Juvenile, Lil' Wayne, y Turk. Él dejó la compañía en 2001 después de las disputas con Williams (recientemente, afirmó que Brian Williams usó su adicción a la heroína para controlarle y estafarle violando los derechos de autor, por lo que ahora está denunciado) para después firmar un acuerdo su compañía Chopper City Records con Koch Records. En 2001 asistió a un programa de tratamiento a drogadictos en Minnesota por su adicción a la heroína.
Ya en 2005 publicó The Heart Of Tha Streetz Vol. 1. También ayudó a grabar "Y'all Heard of Me" con C-Murder.
Actualmente, B.G. vive en Detroit, Míchigan, llevando las riendas de su compañía, Chopper City Records. Existe un rumor de que ha sido firmado junto a Lil' Scrappy, Hi-C, Lil Murder, y Allstar por G-Unit South (a.k.a. Cashville Records), sello de Young Buck y 50 Cent, y sucursal de G-Unit Records.
Para marzo tiene previsto sacar el "Heart of Tha Streetz Vol. 2," y su primer sencillo será con el productor de Cash Money, Mannie Fresh, en el tema llamada “Move Around”.

## Discografía

### Álbumes de estudio
- 1999: Chopper City in the Ghetto
- 2000: Checkmate
- 2003: Livin' Legend
- 2004: Life After Cash Money
- 2005: The Heart of tha Streetz, Vol. 1
- 2006: The Heart of tha Streetz, Vol. 2 (I Am What I Am)
- 2009: Too Hood 2 Be Hollywood

### Álbumes independientes
- 1996: Chopper City
- 1997: It's All on U, Vol. 1
- 1997: It's All on U, Vol. 2
- 2010: Hollyhood

### Sencillos
- 1999: "Bling Bling" (con Big Tymers & Hot Boys)
- 1999: "Cash Money Is An Army"
- 2000: "I Know" (con Lil Wayne)
- 2003: "Hottest of the Hot"
- 2003: "I Keep It Gangsta"
- 2004: "I Want It"
- 2005: "Where Da At?" (con Homebwoi)
- 2006: "Move Around" (con Mannie Fresh)
- 2007: "Make 'Em Mad" (con Chopper City Boyz)
- 2008: "Bubblegum" (con Chopper City Boyz)
- 2008: "For a Minute" (con T.I.)
- 2009: "Ya Heard Me" (con Trey Songz, Juvenile, & Lil Wayne)
- 2009: "My Hood" (con Gar & Mannie Fresh)
- 2010: "Back to the Money" (con Magnolia Chop)